# Geschichte der Juden in Bad Münder

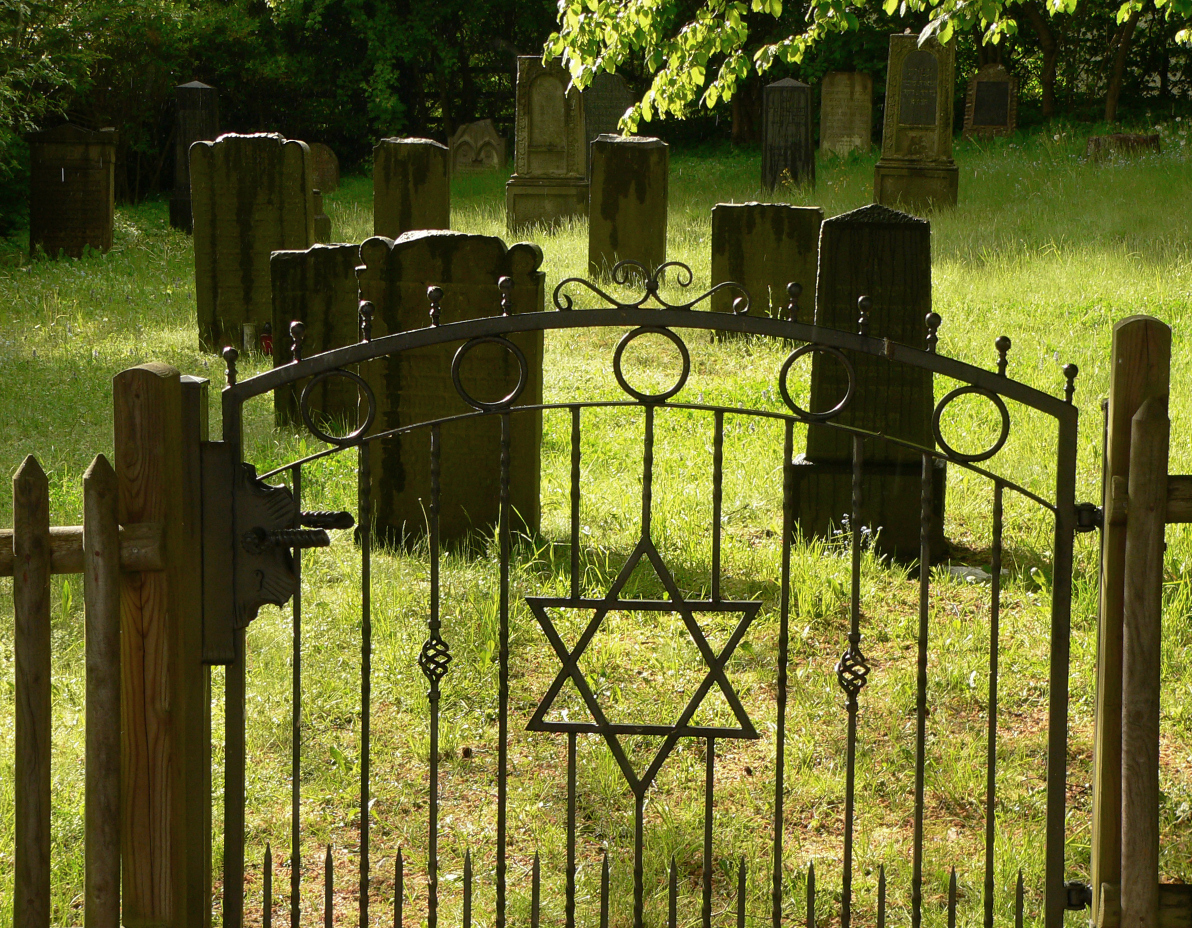
Eingangstor des Jüdischen Friedhofs Bad Münder mit Davidstern

Die Geschichte der Juden in Bad Münder setzt um das Jahr 1700 ein, als erstmals Schutzjuden urkundlich erwähnt werden. Der jüdische Friedhof der Gemeinde ist im Jahre 1782 zum ersten Mal bezeugt; ab 1835 bestand eine Synagoge. Beide sind heute letzte bauliche Zeugnisse jüdischen Lebens in Bad Münder. Im 19. Jahrhundert lebten rund 50 Personen jüdischen Glaubens im Ort. Im 20. Jahrhundert ging ihre Zahl zurück, in den 1930er Jahren zur Zeit des Nationalsozialismus auf unter 10 Personen. Mindestens 18 Menschen, die in Bad Münder geboren worden waren oder gelebt hatten, wurden Opfer des Holocaust.

## Geschichte
Um das Jahr 1700 lassen sich in Schriftstücken, die im Niedersächsisches Landesarchiv in Hannover aufbewahrt werden, Schutzjuden in Bad Münder nachweisen. Die Stadt wollte sie der örtlichen Gerichtsbarkeit unterstellen, obwohl sie mit Schutzbriefen ausgestattet unmittelbar dem Landesherren unterstanden. 1782 ist erstmals der Friedhof der jüdischen Gemeinde in Bad Münder bezeugt. 1785 erhielt ein Schutzjude die Erlaubnis zum Kauf eines Hauses im Ort. Dieser Personenkreis ohne Bürgerrechte durfte damals keine Grundstücke erwerben und nur beschränkt Berufe ausüben.
1824 lebten in Bad Münder 55 Juden in acht Familien. 1835 erhielt die jüdische Gemeinde die behördliche Erlaubnis, ein Gebäude für den Gottesdienst und den Schulunterricht zu erwerben. Die Rechtsstellung der Juden besserte sich vor allem durch das hannoversche Gesetz über die Rechtsverhältnisse der Juden von 1842, das sich an der liberalen Judengesetzgebung in Preußen mit dem Preußischen Judenedikt von 1812 orientierte. Im 19. Jahrhundert bestritten die Juden in Münder ihren Lebensunterhalt durch Vieh-, Getreide- und Lederwarenhandel sowie als Fleischer und Klempner.

### Zeit des Nationalsozialismus
Nach der Machtergreifung der Nationalsozialisten am 30. Januar 1933 kam es in Bad Münder, wie an vielen anderen Orten in Deutschland, am 1. April 1933 zum sogenannten Judenboykott. Dabei standen SA-Angehörige vor jüdischen Geschäften und ließen Kunden nicht eintreten. Nach einer behördlichen Bestandsaufnahme lebten 1935 neun Juden in Bad Münder. Darüber hinaus wurden 1938 zwei sogenannte Judenabkömmlinge im Ort registriert. Ab dem Jahr 1938 durften jüdische Kinder keine deutschen Schulen mehr besuchen. Aufgrund der Verordnung über den Einsatz des jüdischen Vermögens verkaufte ein Jude 1938 sein Haus in Bad Münder, die jüdische Gemeinde veräußerte ihre Synagoge sowie einen Teil ihres Friedhofs und 1941 auch den Friedhofsrest.
Bei den Novemberpogromen von 1938 verwüsteten SS- und SA-Männer die Synagoge durch Zerschlagen des Inventars und der Fenster. Ein Inbrandsetzen erfolgte nur aus dem Grund nicht, weil im Haus anwesende nichtjüdische Bewohner sich weigerten, es zu verlassen. Nach dem Pogrom wurden drei jüdische Männer aus Bad Münder vorübergehend im Konzentrationslager Buchenwald in Schutzhaft genommen. 
Deportationen von jüdischen Bürgern aus Bad Münder erfolgten 1942 durch drei Transporte. Sie wurden durch den Landrat des Kreises Springe und den Bürgermeister von Bad Münder im Auftrag der Gestapo Hannover organisiert. Ende März 1942 wurden ein Ehepaar und im Juli 1942 eine Familie mit einem Kind sowie zwei über 65-jährige Schwestern deportiert. Sie kamen in das Sammellager der Israelitischen Gartenbauschule Ahlem, von wo aus sie in den Osten transportiert und in Vernichtungslagern ermordet wurden. Insgesamt waren 18 Menschen, die in Bad Münder lebten oder geboren wurden, von Deportation betroffen. Keiner kehrte lebend nach Bad Münder zurück.

## Erinnerungsorte

### Synagoge

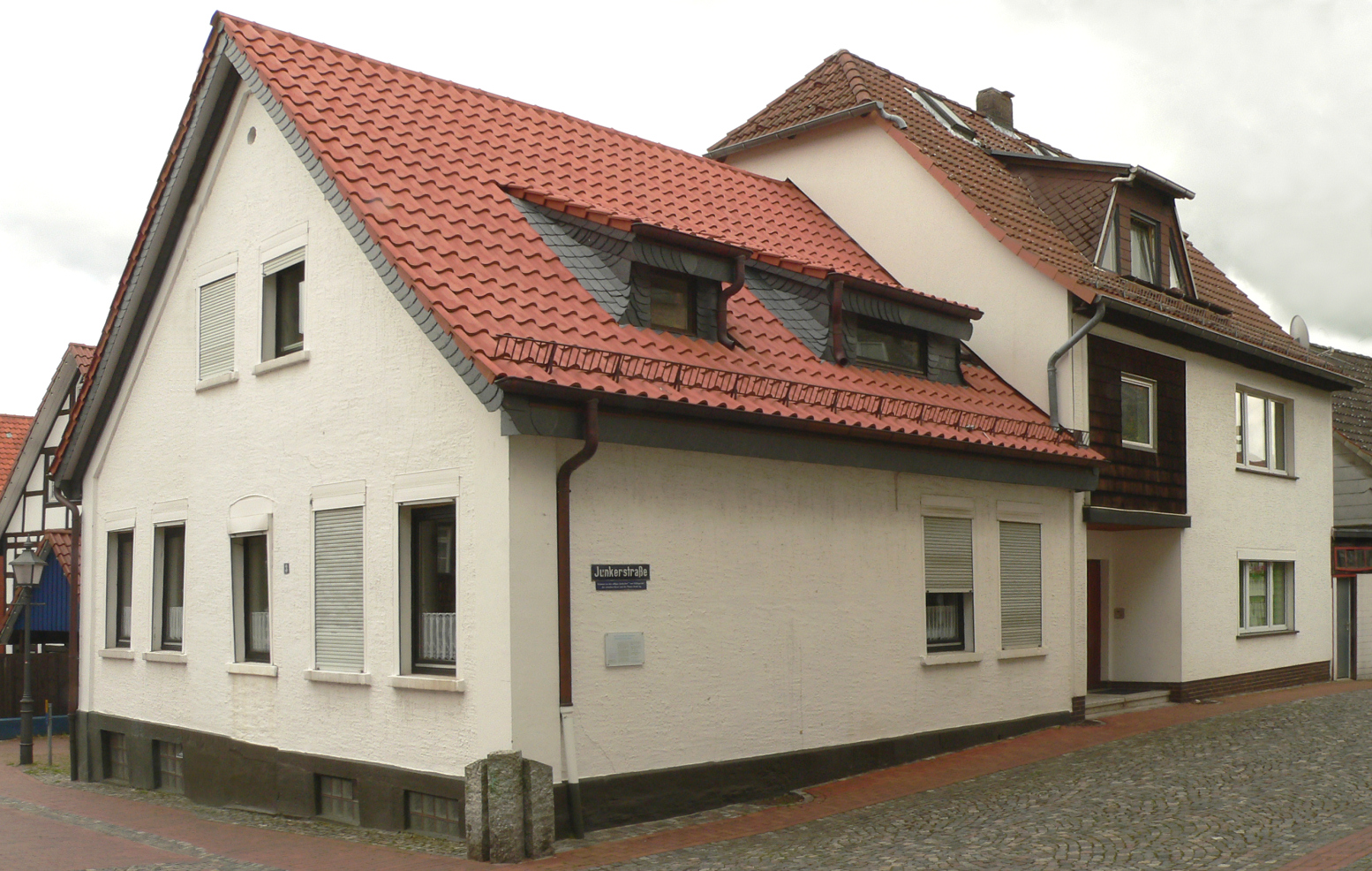
Die ehemalige Synagoge in einem Doppelhaus, rechts das frühere Fachwerkhaus mit dem Gottesdienstraum

Die jüdische Gemeinde hielt ab 1785 in einem Haus ihre Gottesdienste ab, das baufällig wurde. 1835 erwarb sie das Friesesche Bürgerhaus, ein Fachwerkhaus an der Deisterallee, und richtete darin eine Synagoge ein. Der Gottesdienstraum war ein hoher Raum mit Rundbogenfenster, einem blauen Sternenhimmel an der Decke und einer Mikwe.
Obwohl 1864 der mangelnde Synagogenbesuch beklagt wurde, kam es unter erheblichem finanziellem Aufwand für die Gemeinde in den 1870er Jahren zu einem Gebäudeausbau mit der Einrichtung einer Schule. Wahrscheinlich entstand dabei der eingeschossige Vorbau mit Wohnraum für jüdischen Familien. Während des Novemberpogroms von 1938 wurde die Synagoge in Bad Münder verwüstet. Im Dezember 1938 veräußerte die jüdische Gemeinde das Synagogengebäude an einen Bürger aus Bad Münder. Laut Anordnung des hannoverschen Regierungspräsidenten Rudolf Diels war der Verkaufserlös für jüdische Bedürftige in Bad Münder zu verwenden. Bekannt geworden ist unter anderem die finanzielle Unterstützung eines jüdischen Ehepaares.
Nachdem das frühere Synagogengebäude lange Zeit als Lager gedient hatte, wurde es im Jahr 1965 zu einem zweigeschossigen Wohnhaus umgebaut. Dabei wurden die Rundbogenfenster und der blaue Sternenhimmel beseitigt. Die noch vorhandenen Kultgegenstände wie Gebetbücher und ein Kronleuchter wurden vernichtet. 1988 brachte die Stadt Bad Münder am Gebäude eine Erinnerungstafel an und erneuerte diese im Jahr 2014 durch eine ausführliche Informationstafel.

### Jüdischer Friedhof

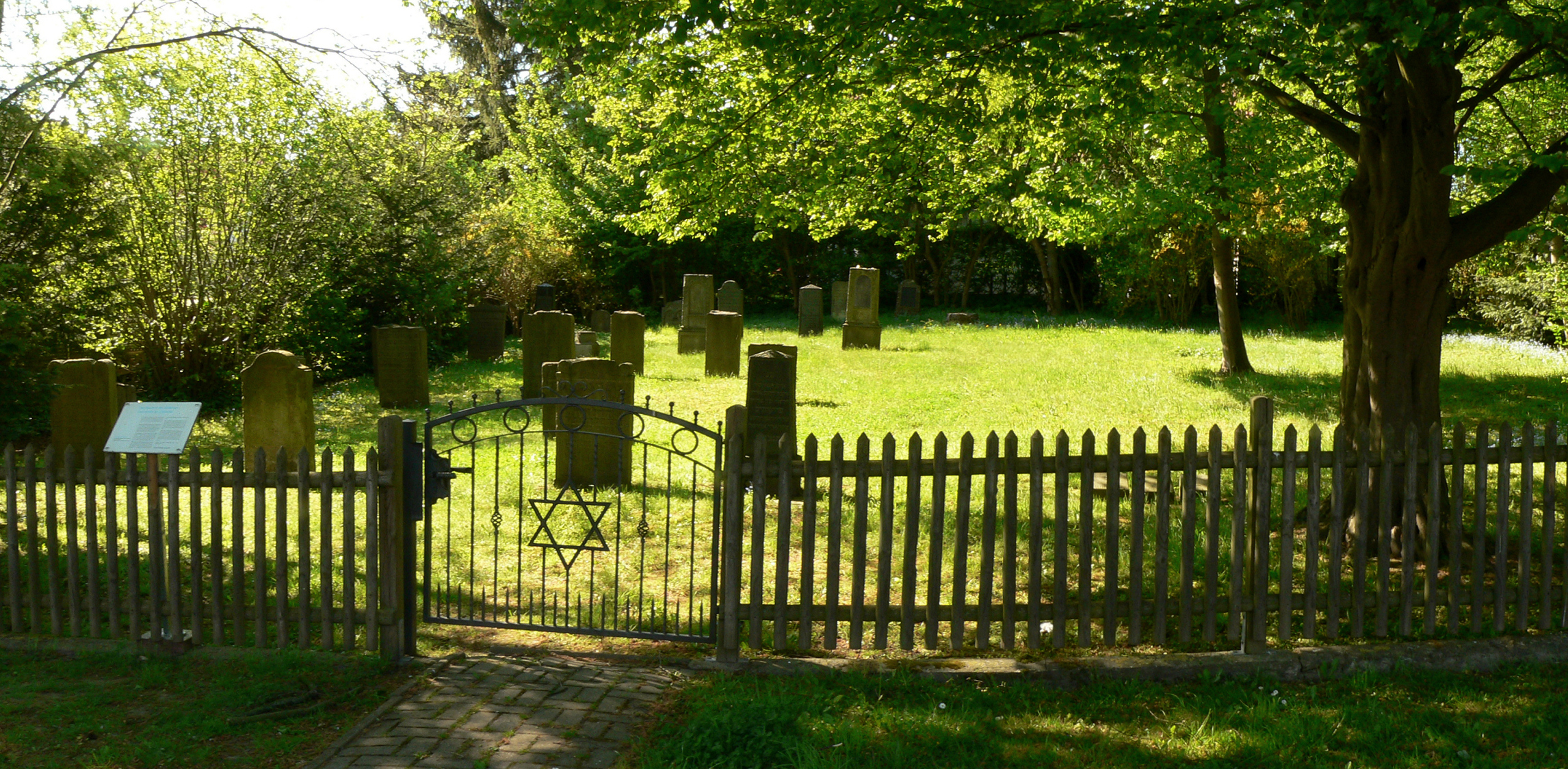
Jüdischer Friedhof Bad Münder

Der jüdische Friedhof in Bad Münder wurde wie die Synagoge außerhalb der Stadt an der Deisterallee angelegt. Er ist im Jahr 1782 erstmals bezeugt und hatte ursprünglich eine Größe von fast 2500 m², wovon nur ein kleinerer Teil als Bestattungsplatz genutzt wurde. 1939 hatte er einen Bestand an 32 Einzel- und 7 Doppelgräbern. Nach dem Novemberpogrom von 1938 veräußerte die jüdische Gemeinde den unbelegten Friedhofsteil. 1941 wurde auch der mit Gräbern belegte Teil an einen Bürger aus Bad Münder vergeben. Er räumte die Grabsteine ab und pflanzte auf dem Gelände Kartoffeln an. Nach dem Zweiten Weltkrieg erhielt der Landesverband der Jüdischen Gemeinden von Niedersachsen einen Teil des früheren Friedhofsgeländes zurück und ließ es im Jahr 1961 wieder herrichten. 28 der noch vorhandene Grabsteine wurden wieder aufgestellt, ohne dass ihre ursprünglichen Standorte bekannt waren. Seit 2014 steht vor dem Friedhof eine Informationstafel der Stadt Bad Münder, deren Text der Historiker Bernhard Gelderblom verfasst hat.

### Deportationsort

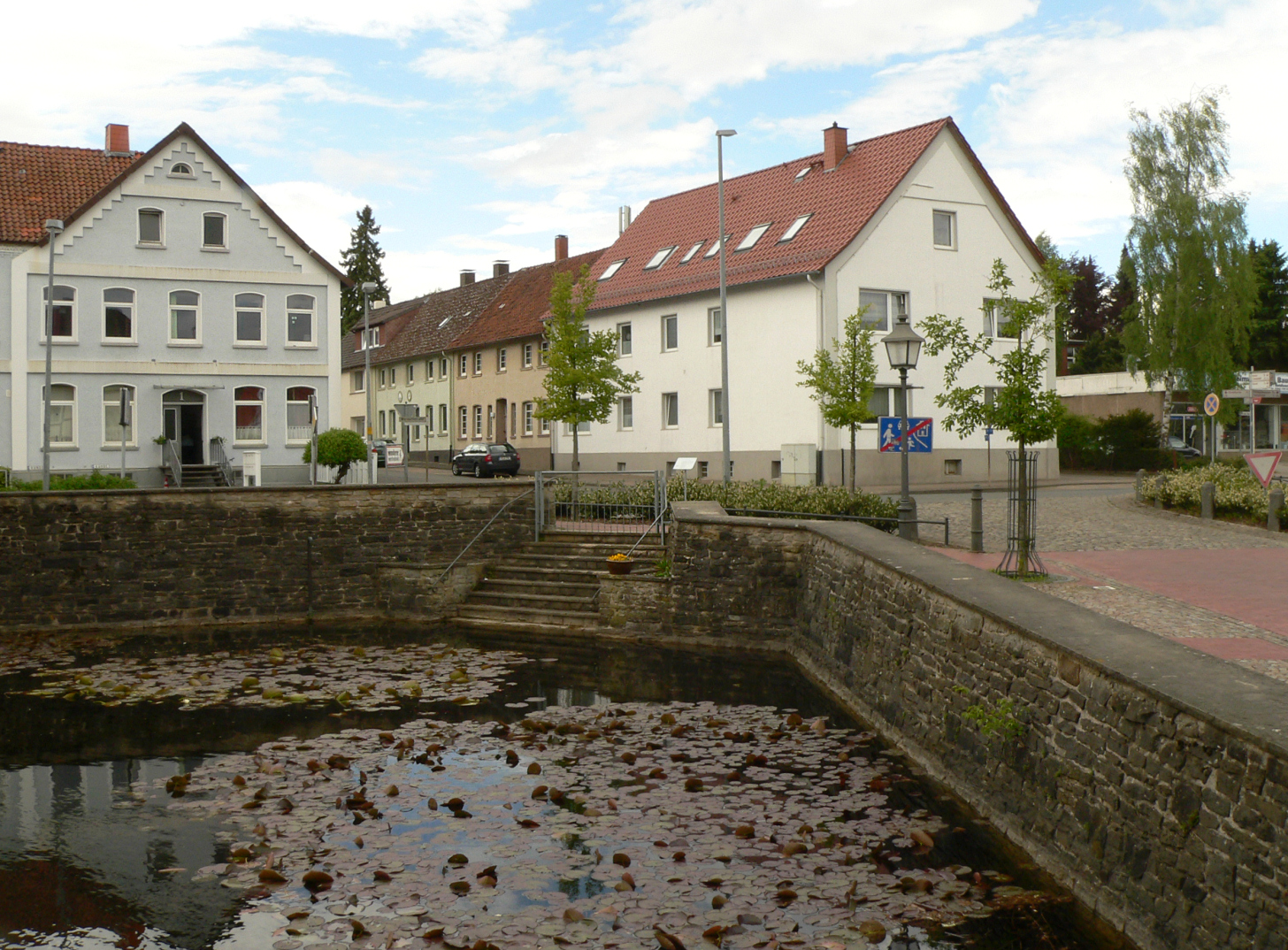
Abtransportstelle von 1942 für jüdische Bürger am Löschwasserteich, Informationstafel in der Bildmitte

1942 kam es zu Deportationen der jüdischen Bürger durch drei Transporte. Sie erfolgten mit dem Abtransport anderer Juden des Kreises Springe unter den Augen der Bevölkerung. Die Abholung wurde per Lastkraftwagen vorgenommen, der am Löschwasserteich im Ortszentrum hielt. Im Jahr 2014 ließ die Stadt Bad Münder dort eine Informationstafel aufstellen.

### Stolpersteine
Im September 2015 verlegte der Künstler Gunter Demnig in Bad Münder acht Stolpersteine an den jeweils letzten frei gewählten Wohnorten der verhafteten, deportierten und ermordeten jüdischen Bürger. Pläne hierfür gab es bereits seit dem Jahr 2011.

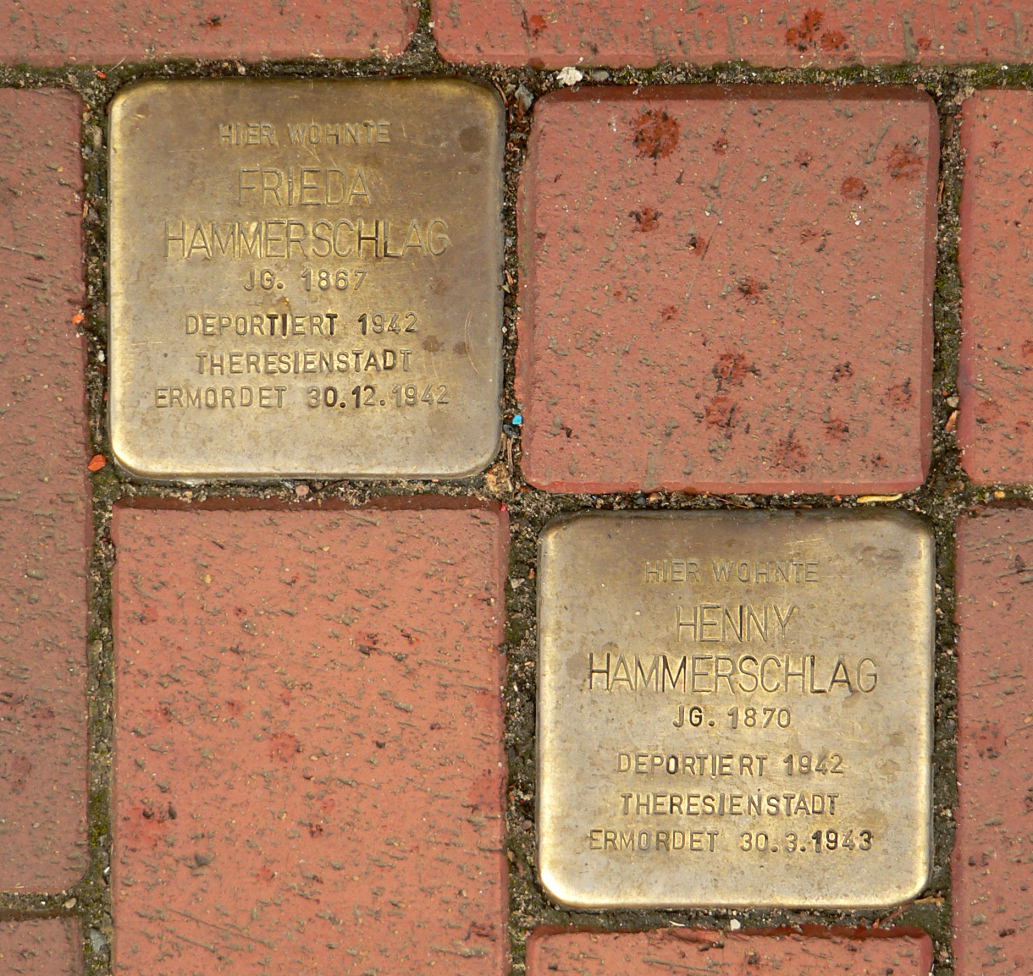
Stolpersteine für Frieda und Henny Hammerschlag
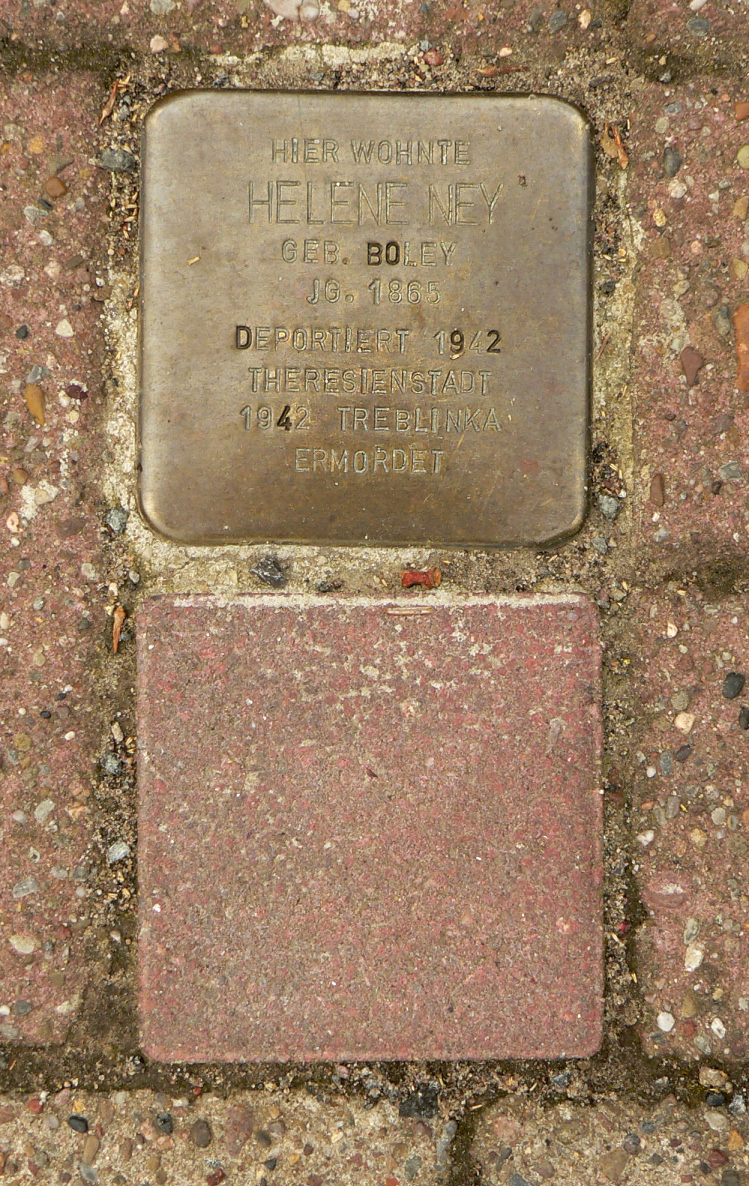
Stolperstein für Helene Ney
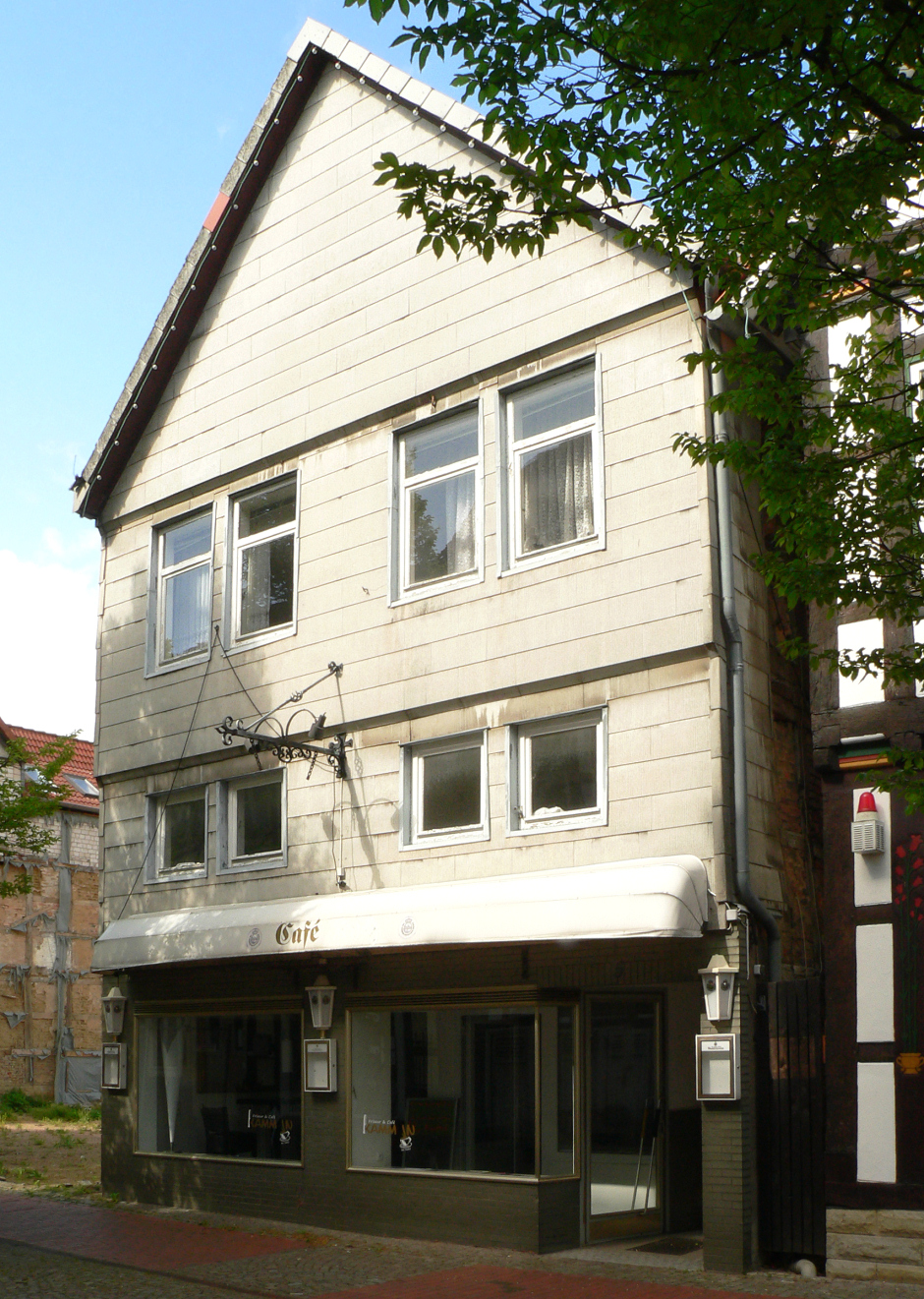
Das Haus Obertorstraße 5
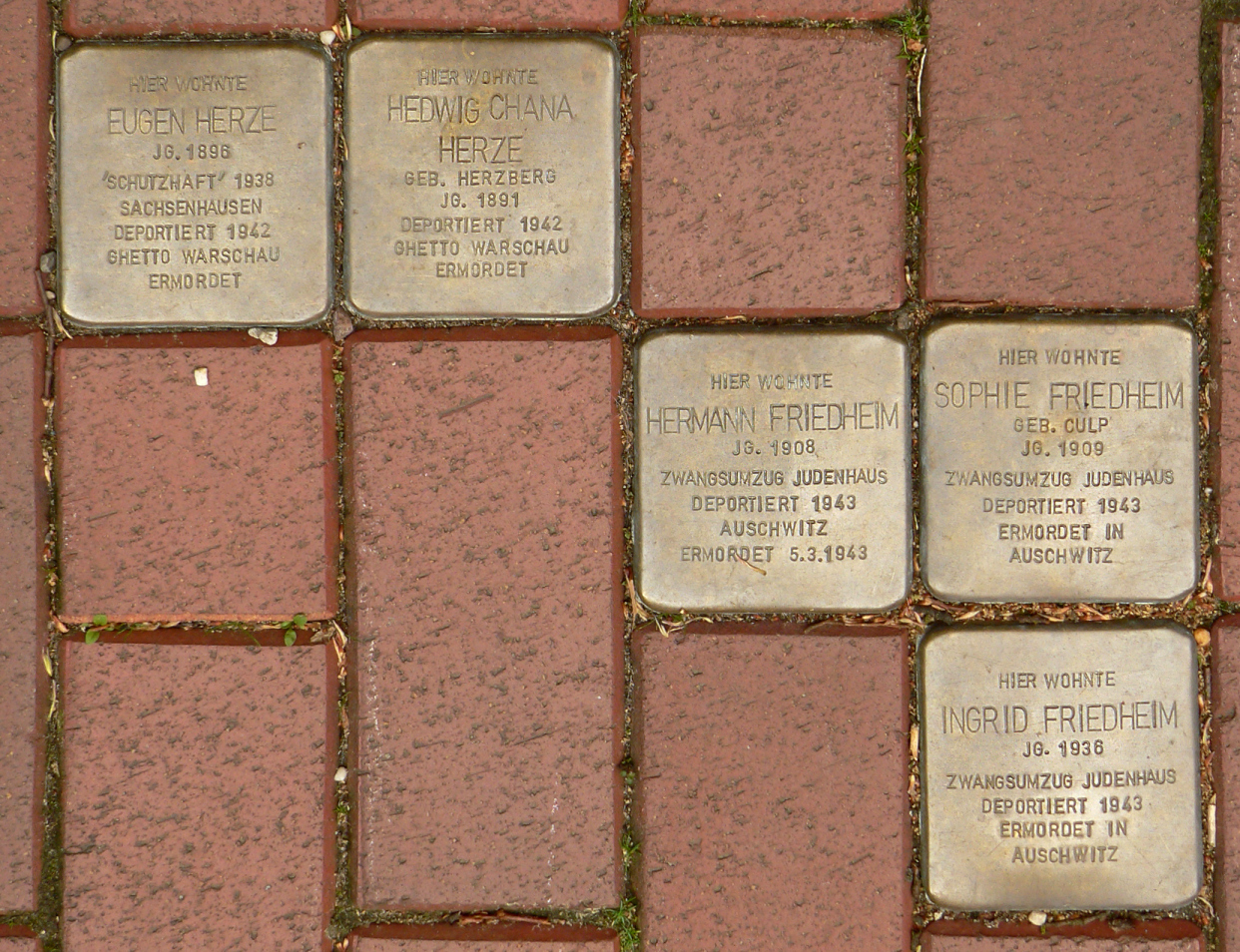
Stolpersteine vor dem Haus Obertorstraße 5 für Eugen und Hedwig Chana Herze sowie Hermann, Sophie und Ingrid Friedheim